# Cristian Dumitru
Cristian Cosmin Dumitru (Buzău, 13 dicembre 2001) è un calciatore rumeno, attaccante del Gloria Buzău.

## Caratteristiche tecniche
È un'ala destra.

## Carriera
Cresciuto nel settore giovanile del FCSB, debutta in prima squadra il 1º novembre 2018 nell'incontro di Cupa României perso 2-1 contro il Dunărea Călărași. Negli anni seguenti viene ceduto per tre volte in prestito all'Acad. Clinceni dove fa esperienza nella massima divisione rumena. Il 1º gennaio 2021 viene prestato all'Argeș Pitești.

## Statistiche
Statistiche aggiornate al 26 gennaio 2021.

### Presenze e reti nei club
| Stagione            | Squadra         | Campionato      | Campionato | Campionato | Coppe nazionali | Coppe nazionali | Coppe nazionali | Coppe continentali | Coppe continentali | Coppe continentali | Altre coppe | Altre coppe | Altre coppe | Totale | Totale | Totale |
| Stagione            | Squadra         | Comp            | Pres       | Reti       | Comp            | Pres            | Reti            | Comp               | Pres               | Reti               | Comp        | Pres        | Reti        | Pres   | Reti   |        |
| ------------------- | --------------- | --------------- | ---------- | ---------- | --------------- | --------------- | --------------- | ------------------ | ------------------ | ------------------ | ----------- | ----------- | ----------- | ------ | ------ | ------ |
| 2018-2019           | FCSB            | L1              | 0          | 0          | CR              | 1               | 1               | UEL                | 0                  | 0                  |             | -           | -           | 1      | 1      |        |
| gen.-giu. 2019      | Acad. Clinceni  | L2              | 14         | 2          | CR              | 0               | 0               |                    | -                  | -                  |             | -           | -           | 14     | 2      |        |
| 2019-gen. 2020      | Acad. Clinceni  | L1              | 10         | 0          | CR              | 1               | 0               |                    | -                  | -                  |             | -           | -           | 11     | 0      |        |
| gen.-giu. 2020      | FCSB            | L1              | 5          | 0          | CR              | 2               | 1               | UEL                | 2                  | 1                  |             | -           | -           | 9      | 2      |        |
| ago.-ott. 2020      | Acad. Clinceni  | L1              | 5          | 0          | CR              | 0               | 0               |                    | -                  | -                  |             | -           | -           | 5      | 0      |        |
| ott. 2020-gen. 2021 | FCSB            | L1              | 1          | 0          | CR              | 0               | 0               | UEL                | 0                  | 0                  |             | -           | -           | 1      | 0      |        |
| gen.-giu. 2021      | Argeș Pitești   | L1              | 4          | 0          | CR              | 0               | 0               |                    | -                  | -                  |             | -           | -           | 4      | 0      |        |
| Totale carriera     | Totale carriera | Totale carriera | 39         | 2          |                 | 4               | 2               |                    | 2                  | 1                  |             | -           | -           | 45     | 5      |        |